# Breitentalskopf
Der Breitentalskopf ist ein Berg im Harz, der südöstlich von Sieber im Landkreis Göttingen in Niedersachsen liegt. Er ist 579,1 m hoch und trennt die Sieber vom Breitental (mit dem Tiefenbeek), das Namensgeber war. In südöstlicher Richtung schließt sich der Bergrücken der Aschentalshalbe an.